# Coccobius fulvus
Coccobius fulvus är en stekelart som först beskrevs av Compere och Annecke 1961.  Coccobius fulvus ingår i släktet Coccobius och familjen växtlussteklar. Inga underarter finns listade i Catalogue of Life.